# 西部电影集团
西部电影集团有限公司，简称西影集团，位于中华人民共和国陕西省西安市雁塔区西影路508号，是中华人民共和国的一家经营电影及电视剧制作，以及文旅和传媒等产业的公司。截至2019年，西部电影集团拥有员工700余人。:261其前身是1958年建立的西安电影制片厂，是中国西北地区成立时间最早、规模最大的电影制片基地。曾出品过《红高粱》、《老井》、《黑炮事件》、《孩子王》等一批知名电影，走出了吴天明、张艺谋、田壮壮、陈凯歌等一批著名导演。2021年11月30日被工业和信息化部列入第五批国家工业遗产名单。

## 历史沿革

### 西安电影制片厂

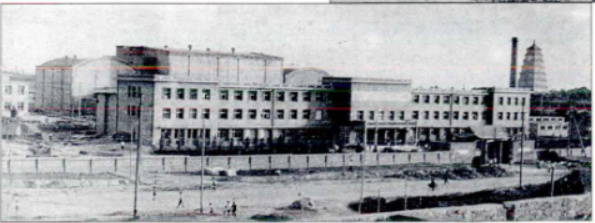
建设过程中的西安电影制片厂

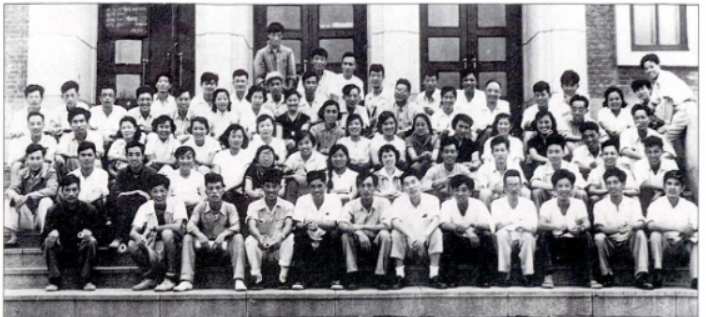
1958年，西影厂实习团与长春电影制片厂支援西影厂干部的合影

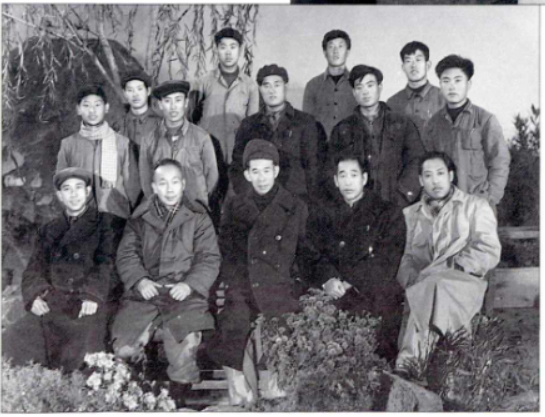
1960年，西影厂领导同西影厂照明小组职工合影，第一排右起为导演桑夫、厂党委书记董锡斌、厂长钟纪明、技术副厂长汪中熙、厂长助理姜应宗

#### 建设时期
1955年5月，时任文化部电影局局长王阑西及副局长司徒慧敏同两位苏联专家茹拉夫廖夫和别利亚耶夫按照中共中央在西北建立电影生产基地的决定，于西安市踏勘西安电影制片厂厂址，经缜密调查和反复的比较之后。最后决定将厂址选定在大雁塔东侧。同年9月，国家建设委员会批准建设西安电影制片厂。1956年3月4日，中共中央宣传部和文化部决定设立西安电影制片厂，文化部电影局派遣罗矛负责筹建。同年4月成立西安电影制片厂筹建处，罗矛任主任。西安电影制片厂于1957年12月破土兴建，翌年初夏竣工。:489

#### 早期发展
1958年8月23日，西安电影制片厂正式成立，时任陕西省文化局局长鱼讯代表陕西省委及省政府宣告了这一消息，并宣布任命钟纪明为厂长，董锡斌任副厂长兼代理党委书记。:490虽然西影厂已经正式成立了，但厂房建筑才开始动工。在当时大跃进的形势下，西影厂提出了“边建厂边生产”、“三年赶上老厂”等口号。即开始了各类片种的拍摄工作，并由老厂加工制作。1960年6月，经过了两年施工，西影厂的建筑面积已达约2.6万平方米，依照年产8部故事片，48部科教片和新闻纪录片的规模，已经完成了80%的目标。:231
西影在建厂初期的8年中，鉴于不熟悉电影艺术创作的特性，又受到当时极左思潮的影响。拍摄的影片虽然也有一部分受群众欢迎，但大多都是质量不高的影片。当时西影利用文艺和电影战线的形势，注重艺术规律，通过艺委会等形式发扬艺术民主，调动创作与技术人员的积极性，拍摄出《生命的火花》、《桃花扇》、《天山的红花》等较好的影片。:232

#### 文革时期
1966年文革爆发，同年9月西影厂党委成立了西影文革筹委会。10月下旬成立西影文革临时委员会，并成立了“鲁迅兵团”、“东方红”等群众组织。1967年2月，西影厂的领导权被西影群众组织夺取。1968年7月30日成立新西影厂革委会。期间有多名干部被打成“牛鬼蛇神”，48人被认为有严重问题送进“斗私批修学习班”进行审查。从1966年5月至1976年10月“文革”十年间，除1973年、1975年两年之外，其余八年西影没有拍出任何一部故事片，陷入无产值和连年亏损的困境，欠国家贷款269万余元。:491

#### 文革结束后
1976年10月粉碎四人帮之后，翌年陕西省委派工作组进驻西影厂清查与“四人帮”有牵连的人和事。1979年西影厂又对“文革”中受难的一批干部予以平反昭雪。全年共摄制5部艺术片，其中《生活的颤音》被列为中华人民共和国国庆30周年献礼片，并荣获文化部1979年度优秀故事电影片奖，成为西影厂建厂以来第一部获得全国性奖励的电影。:491

#### 改革初期
1980年3月，陕西省委任命田炜为西影厂党委书记兼厂长。田炜针对当时厂内的情况，认为文革后的一部分老导演缺乏活力，于是提携了一批诸如滕文骥、吴天明、颜学恕等的青年导演，为西影日后的发展奠定了充分且必要的基础。还拍摄了《第十个单孔》、《爱情与遗产》、《飞燕曲》等知名电影。:27-29
1981年的《西安事变》是西影厂建厂以来拍摄的首部具有史诗规模的革命历史题材影片，该片于同年9月杀青后得到了文化部、中宣部、中央统战部等有关领导的一致首肯，胡耀邦在看完该片后也对此电影给予了好评。1983年该片在香港放映时实现了票房大卖，《文汇报》、《新报》、《新晚报》等港媒对这部电影都给予了相当高的评价。《西安事变》的成功改变了西影的整体形象，还揭示其具备摄制历史大片的潜力与基础。:29

#### 繁荣期
1983年，西影厂共完成10部故事片的摄制。其中，《没有航标的河流》获文化部1983年度优秀故事片二等奖，1984年被当届香港国际电影节选映。又在美国第四届夏威夷电影节上荣获两项大奖，这是西影的影片首次在国际电影节上获奖，为西影赢得了国际声誉。:33
1982年，时任西影厂厂长田炜因病去世。1983年，陕西省委任命林丰为西影厂党委书记，吴天明为党委副书记兼厂长。:33吴天明上任后不久，1984年7月，陕西省委批准西影厂实行厂长负责制，使其成为全国首家实行该管理模式的电影制片厂。这一举措标志着西影厂实现了独立核算、自负盈亏的管理模式，实质上赋予了其更大的经营自主权。此外，在吴天明担任厂长期间，西影厂不仅在电影制作和行业发展上取得了显著成就，还启用了张艺谋、黄建新、顾长卫等具有艺术造诣的新人导演，促使他们在国内外电影界崭露头角，成为享誉国际的知名电影人。:33
从1984年至1988年，西影已有8部影片在国内获得12项奖，在国际上获11项奖。其中，《老井》获东京国际电影节4项大奖，《红高粱》获柏林国际电影节金熊奖，《人生》、《黑炮事件》、《野山》等影片分别获奖或受到国内外的赞誉。1989年是西影自建厂以来获奖最多的一年，其摄制的《棋王》、《神凤威龙》等11部故事片，获国际大奖11项，政府奖3项，金鸡奖和百花奖分别为11项和4项，全年赢利345.9万元。:492

#### 市场转型过程中的西影厂
进入1990年代，电视的普及分流了大量的电影观众，使整个电影行业均不景气，全中国各大影厂均处于日益萧条的状态，西影也不例外。1990年，时任西影厂厂长吴天明滞留美国，由李旭东接替厂长一职，李旭东上任后制定一系列管理制度规范电影的生产管理，影片的制作方向也由“艺术至上”改为“效益当先”。从1990年至1992年，西影摄制了譬如《双旗镇刀客》、《妈妈》、《菊豆》等获得海内外大奖的知名影片。:44-46
1992年，为顺应电影市场，西影摄制的影片娱乐化和都市生活化的倾向展现的愈加明显，包括陈佩斯、丁喧执导的都市喜剧《爷儿俩开歌厅》、黄建新执导的《站直啰！别趴下》、陈兴中执导的《毒吻》等影片均在这一时期摄制。:48

#### 合拍片时代
从1993年至1999年，西影量产了许多合拍故事片，这一方面是为迎合市场以求发展，另一方面是将更多精力放在了应对电视化和分账大片冲击的挑战上。西影在这段时间摄制的知名合拍片包括《在那遥远的地方》（1993）、《背靠背，脸对脸》（1994）、《大话西游（一、二集）》（1995）、《秦颂》（1996）、《爱情麻辣烫》（1997）、《我的1919》（1999）等等。其中，两部《大话西游》给西影带来了票房与劳务近千万的收入。:49-54
在1990年代，随着市场经济的到来，西影厂面临着新的挑战和机遇。在这一时期，西影厂通过与国外及港台地区的资本合作，逐步发展了合拍片的制作模式。这一战略使西影能够适应市场需求，促进了其电影产业的多元化发展。同时，西影厂也积极与国内外电影公司展开合作，制作并推出了许多具有广泛影响力的电影作品。:56

### 西影股份有限公司
2000年5月30日，西安电影制片厂联合上海西城实业有限公司、西安天慧信息有限责任公司等8家公司联合组建了西影股份有限公司，成为中国电影界第一家股份制生产企业。:56同年6月经陕西省人民政府和国家广电总局批准正式改组，8月17日正式挂牌成立。从此，西安电影制片厂也从一个纯粹的国有电影企业成为资本多元化的投资集团，制作电影的业务工作都转移给了西影股份公司负责，而西安电影制片厂只作为一块品牌来履行出资人的职责。:56

### 西部电影集团

#### 成立
2001年8月20日，中央宣传部、国家广电总局、新闻出版总署联合下发了《关于深化新闻出版广播影视业改革的若干意见》，其中提到要组建六大电影集团。:57基于这一文件，2003年11月，西部电影集团正式挂牌成立，从而取代了西安电影制片厂。西部电影集团的成员包括西影股份有限公司、电视剧制作公司、西部音像出版社、西部电影频道等。

#### 成立西部电影集团有限公司
2009年5月8日，经国家广电总局以及陕西省委、省政府批准，具有独立法人资格的西部电影集团有限公司正式成立。该公司的成立标志着西影经过二十几年的发展和改革，正式成为了规范化的电影企业和市场主体。

#### 2000年以来西影出品的知名电影
2000年至2010年，西影出品的影片数量虽然总体有所下降，但也出了不少影片，比较知名的影片包括杨亚洲执导的《美丽的大脚》（2002）、王全安执导的《图雅的婚事》（2006）、滕文骥担任编导的《日出日落》以及何平执导的《天地英雄》（2003）等。:57
2011年至2013年，西影出品的21部电影共荣获国际奖项5项，国家级大奖5项。其中，《白鹿原》荣获第62届柏林国际电影节摄影银熊奖；《盲人电影院》荣获第15届釜山国际电影节“最受观众欢迎大奖”；《钱学森》获中宣部精神文明建设“五个一工程”优秀故事片奖。:643近几年，西影出品的知名电影包括《大漠雄心》、《再见汪先森》，知名电视剧包括《装台》。

## 西影电影博物馆

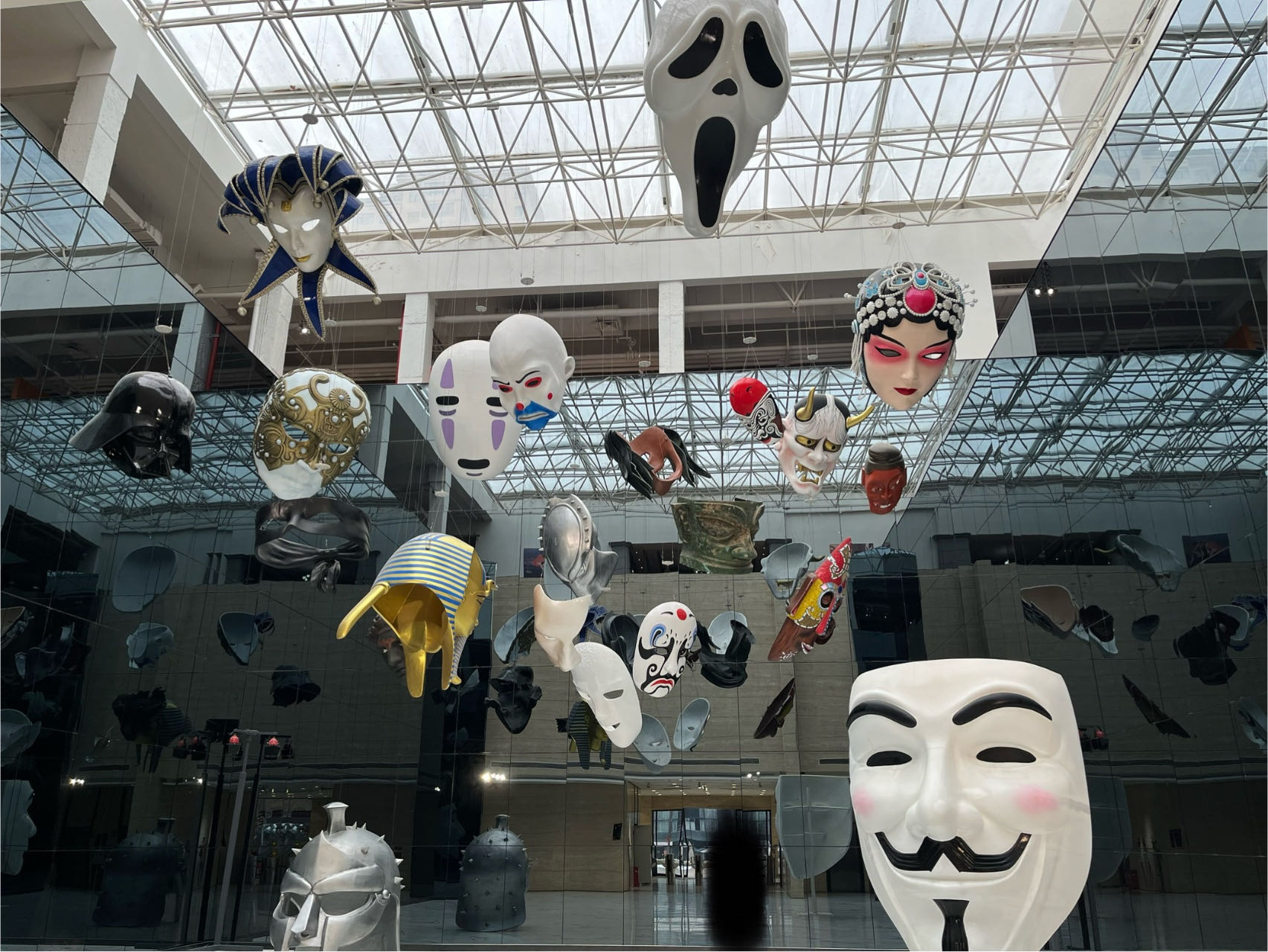
西影电影博物馆悬垂的各类电影和传统文化面具

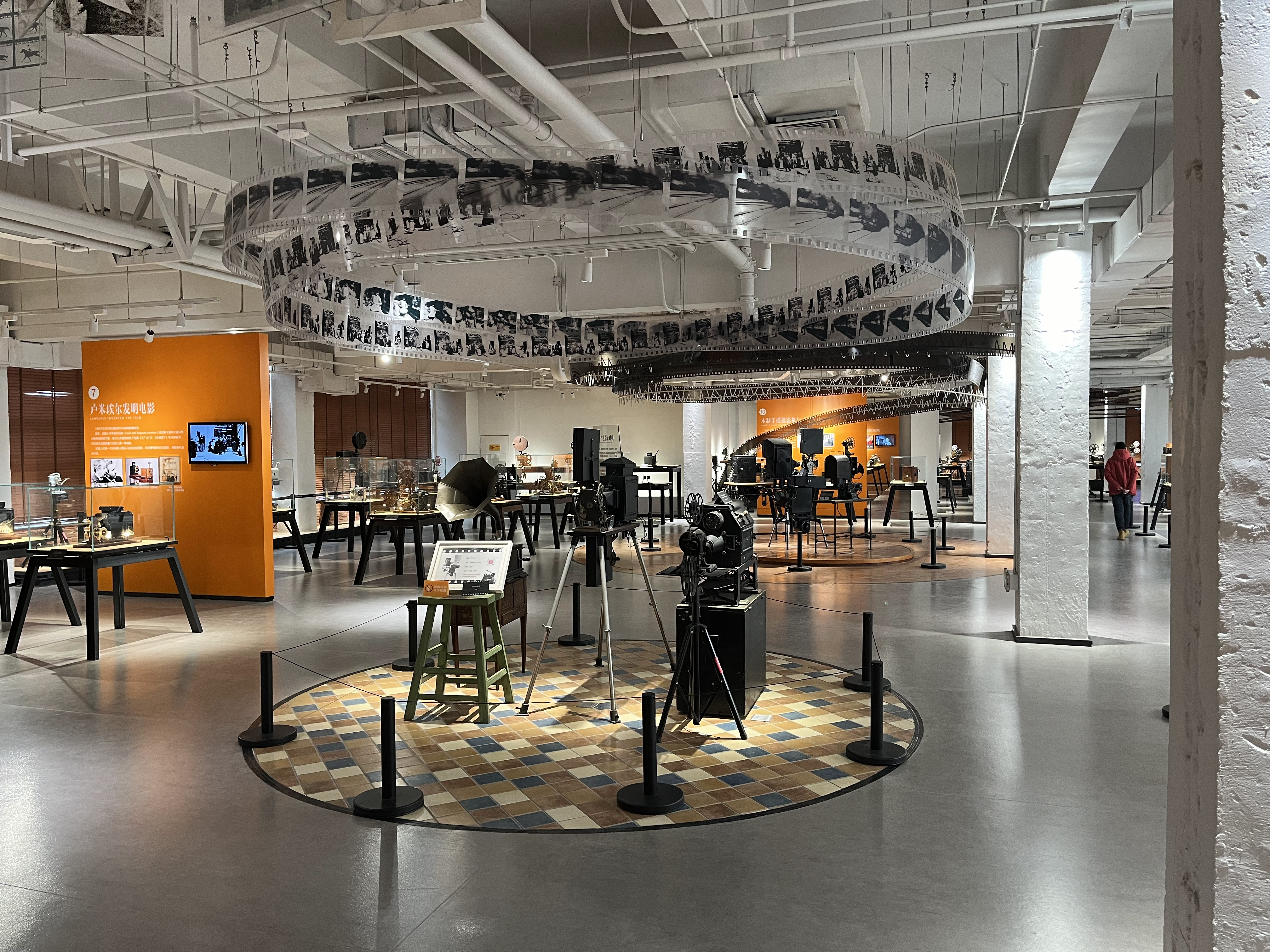
西影电影博物馆内部展陈的各类电影道具

西影电影博物馆成立于2020年5月18日，:31坐落于西部电影集团的电影产业集聚区，:202是在原西安电影制片厂老厂址的基础之上打造的可供观赏、展览，以及可体验的休闲旅游地标。展陈面积10000平方米左右，由主题序厅、电影老爷车博物馆、电影胶片收藏库、西影厂史馆等功能区组成。:202展陈主要以中国和海外的电影文化艺术为主题，以西影厂几十年来拍摄的电影作品、电影道具、资料等为基础。展区将电影元素作为切入点，紧扣电影艺术与文化的主题，记录西影电影和中国电影历史，反映世界电影的发展进程。:31

## 图集
- 西影大门口的银色雕像
- 西影摄影棚
- 西影内部的胶片电影工业馆

## 备注
1. ↑  指长春电影制片厂、中央新闻纪录电影制片厂等一批比西影厂更早建立的电影厂。[7]:231
2. ↑  指包括西影在内的中国电影集团、上海电影集团、长春电影集团、珠江电影集团、峨眉电影集团的六大电影集团。[8]:57